# بريثونية

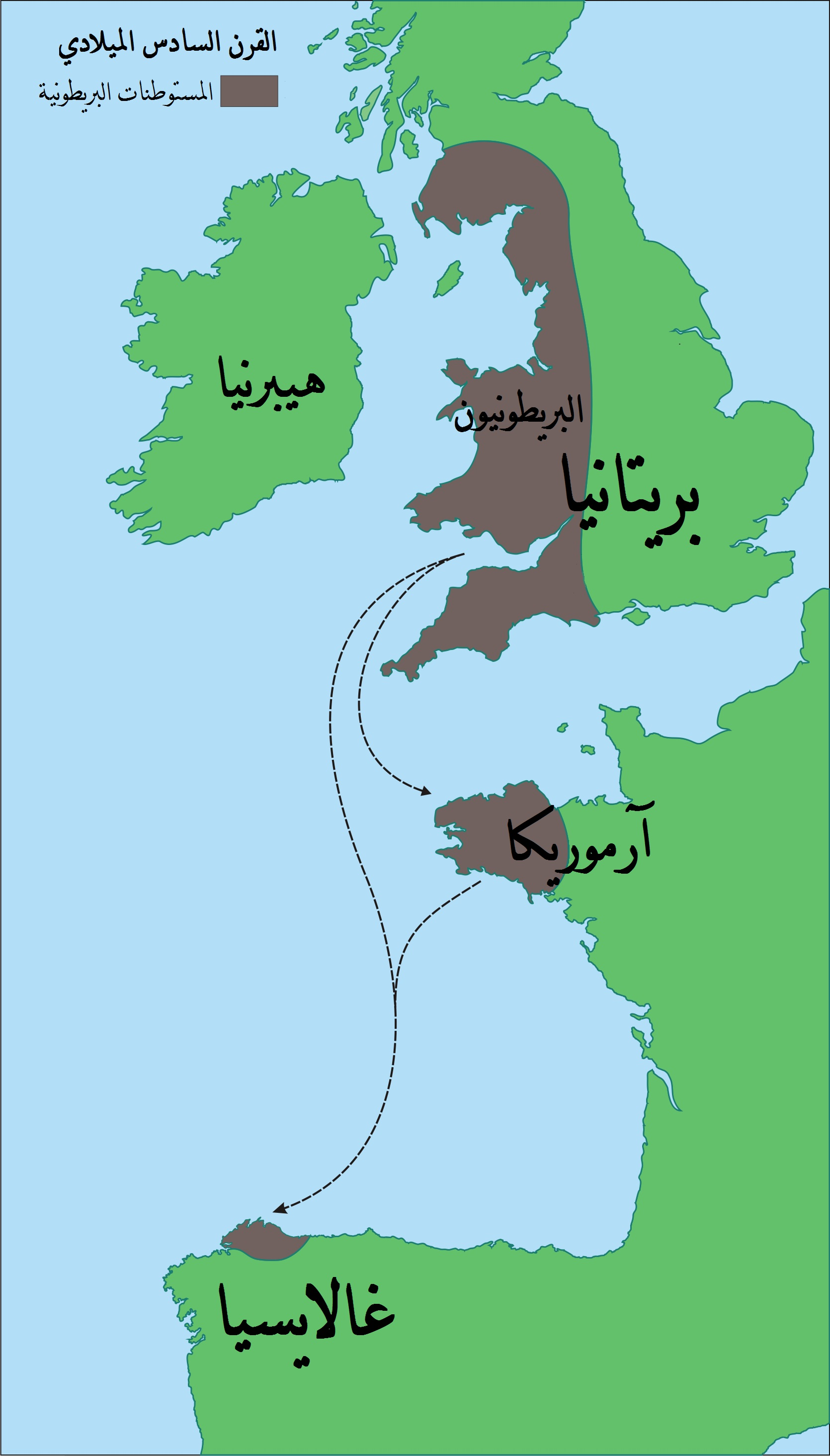

السلتية الجزيرية هي اللهجات التي شاعت في الجزر البريطانية ومنطقة بريتانيا وتعدّ السلف للغات السلتية الحديثة. وقد أدّت أول حملة إنكليزية لاحتلال إيرلندا إلى ظهور لهجة جديدة عرفت بالغيلية Gaelic.
أما حملتا الاحتلال إلى جنوبي إنكلترا ومنطقة ويلز Wales فقد أدتا إلى ظهور اللهجة المعروفة بالبريثونية Brythonic. 
انتشرت الغيلية من إيرلندا إلى جزيرة مان جزيرة مان واسكتلندا، وانتشرت البريثونية إلى كورنوول كورنوال وويلز وكُمبريا Cumbria وبريتانيا. يتكلم البريتانية Breton اليوم في منطقة بريتانيا إلى جانب اللغة الفرنسية نحو 500.000 شخص، ويوجد فيها عدد كبير من المفردات الفرنسية.